# ニューペガサス
ニューペガサスは、1987年にパル工業が開発、発売したペガサスをシンボルキャラクターとしたパチスロ機。1.5号機。当時としては珍しく、白、黄、赤の3種類のパネルが存在する。後に『ペガサスEXA』、『ペガサス412』等が『ペガサスシリーズ』の後継として発売された。

## 概要
パル工業がリリースした1号機『ペガサス』（1986年発売）の基板改修後の1.5号機。「ニューペガ」の愛称と、吸い込み方式による強烈な連荘性、逆押しでのリーチ目の多彩さ等で非常に長い間稼動を続けた機種である。天井に到達しても必ずしもBIG当選や連チャンの保証はなく、1号機の前シリーズから継承されている「天井バケ単即死」と言う目に遭う、不幸なパターンもある。
ボーナス取得は、通常のパチスロ機と同様には表現できない部分がある。内部的には完全確率方式ではなく、ボーナス終了後もしくは設定変更後において選択された天井枚数に達した場合に、初めてボーナスフラグが立つ仕組みである。その天井枚数は、IN/OUTの差枚数で計算され、通常時の小役成立は、差枚数の天井が遠ざかり、結果的にボーナスが遠回りとなる。小役は絵柄に関係なくフラグが同一のため、逆押しで小役を外す打ち方が効率がよいとされている（この逆押しは後述のリーチ目にも大きく影響する）。
ボーナス中のサウンドはSEIKOEPSON社のSVM7910CEのショパンのノクターンが使われており、晩年の故障時は3号機までの山佐の機種で使われていたメロディICで代用されることもあった。

## スペック
各コースの天井および選択率、100枚以内の連チャン率、小役をすべて外した時の機械割は、設定に応じて以下の通りとなる。なお、雑誌などで広く公開されたデータを元にすると、設定6以外の機械割が極端に低くなってしまうが、実際にはコースを決定する乱数に偏りがある。
| 設定 | Aコース         | Bコース         | Cコース           | Dコース            | 連チャン率 | 機械割 |
| ---- | --------------- | --------------- | ----------------- | ------------------ | ---------- | ------ |
| 1    | 60.9% 1 - 100枚 | 19.0% 1 - 300枚 | 3.2% 251 - 900枚  | 16.9% 851 - 1600枚 | 66.5%      | 79.3%  |
| 2    | 61.7% 1 - 100枚 | 15.4% 1 - 400枚 | 16.4% 351 - 950枚 | 6.5% 901 - 1600枚  | 65.0%      | 89.8%  |
| 3    | 62.7% 1 - 100枚 | 18.2% 1 - 400枚 | 12.7% 351 - 950枚 | 6.4% 801 - 1600枚  | 66.5%      | 101.3% |
| 4    | 61.7% 1 - 100枚 | 21.8% 1 - 400枚 | 13.3% 351 - 850枚 | 3.2% 801 - 1700枚  | 66.3%      | 114.8% |
| 5    | 59.9% 1 - 100枚 | 19.5% 1 - 300枚 | 13.9% 251 - 850枚 | 6.7% 801 - 1200枚  | 65.6%      | 110.2% |
| 6    | 49.3% 1 - 100枚 | 20.5% 1 - 250枚 | 17.4% 201 - 400枚 | 12.8% 351 - 550枚  | 57.0%      | 139.9% |

設定1はもっとも連チャンしやすいが、CコースとDコースの選択率が他の設定とは逆になっており、300枚を吸い込んだ時点で大ハマリが濃厚となる。逆に設定6は連チャン性が控えめだが、最大天井がボーナス間550枚と極端に浅くなるため、余程のことがない限り勝ちが確定する。特徴的なのが設定4で、Dコースの選択率の低さにより設定5よりも機械割が高い一方で、天井がボーナス間1700枚と最も深くなる。
あることをすると自由に設定変更が出来るゴト行為が存在するが、復帰には店員の持つカギによるリセット操作が必要なため、発覚しやすかった。

## リーチ目
ニューペガサスのリーチ目は、順押しの場合、「左リールチェリー付き7」に中リールの7がテンパイ（小役同時テンパイ形を除く）のみが鉄板のリーチ目とされる（BIGのみ）。しかし逆押しでプレイすると全く違ったリーチ目が、数多く存在する。これは先述の「小役は絵柄に関係なくフラグ同一」、「等倍返し」、「通常時のリール制御と等倍返し時のリール制御が全く違う」この三つの理由による。
通常時の小役フラグ成立時は、「停止した右リールの小役絵柄に対し、中リール、左リールができるだけ払い出しの多い絵柄で揃えようとする」リール制御だが、等倍返し時は「右リールはフラグの立ったボーナス絵柄を出来るだけ引き込み、無理な場合はスベリを最小限に抑える」「中リールは右リールのボーナス絵柄に合わせて、ボーナス絵柄を引き込む、もしくはできるだけ少ない払い出しでの小役テンパイ、もしくは小役のテンパイ無」「左リールは右・中でテンパイしたボーナス絵柄があれば引き込む、無理な場合はできるだけ少ない払い出しでの停止（つまりチェリー）」と変更される。これによって逆押しでの多彩なリーチ目が演出される。俗に言う“単チェリー”「小役テンパイ無で左チェリー」がリーチ目となるのはこの制御の為である。
実例をあげると、「15枚のベルを右・中で否定した14枚以下の小役揃い、もしくは小役テンパイに左チェリー」である。右・中でベルを引き込める状態にもかかわらず、ベルを否定してベルより払い出しの少ない小役絵柄が揃う、もしくはチェリーでの払い出しとなるとリーチ目である。しかし注意するべきは「ベル（15枚）」「プラム（14枚）」「ブドウ（12枚）」「オレンジ（10枚）」の中で、右・中での引き込みが100%なのは「ブドウ」だけであり、他の絵柄では引き込みができる状態の停止形かどうかで信頼度が変ってくる。この法則を押えていれば、ほぼ100%フラグ察知が可能となる。
なお、BIG/REGの判別は、「順押しで左リールの馬を中段に目押しし、そのまま停止すればREG、すべってチェリー付きの7が上段、中段に止まればBIG」「逆押しで7が大きくすべりを伴い停止すればBIG、馬が大きくすべりを伴い停止すればREG」「逆押しで右リールの停止時に枠上にあるボーナス絵柄は否定される（馬が枠上であればBIG、7が枠上であればREG）」などがある。なお、フラグ察知後は等倍返しを限界まで取ってから（限界まで取ると予定吸い込み枚数を下回り、フラグ未成立状態に戻る）最速（フラグ成立状態になるギリギリの枚数）で揃えるのがもっとも得である。但し、ビッグ入賞時の純増枚数はフラグ成立時の枚数を基準に計算されるため、少しであれば予定枚数を超えていても修正される（但し、規定数を超えて修正はされない）。またこれに伴い、3回目のJACゲームは6回目の入賞を待たず（規定枚数に到達すると同時に）終了することがある。

## 関連商品
- 『実戦パチスロ必勝法!クラシック』（サミー工業、1995年7月7日、スーパーファミコン用ゲームソフト）
- 『パチスロ物語 パル工業スペシャル』（KSS、1995年10月27日、スーパーファミコン用ゲームソフト）
- 『スロッターUPマニア3 伝説復活!ニューペガサススペシャル』（ドラート、2003年12月18日、PlayStation 2用ゲームソフト）